# Calloserica cambeforti
Calloserica cambeforti är en skalbaggsart som beskrevs av Ahrens 2000. Calloserica cambeforti ingår i släktet Calloserica och familjen Melolonthidae. Inga underarter finns listade.